# Apan
Apan és un municipi d'Hidalgo. Apan és la capital municipal i principal centre de població d'aquesta municipalitat. Aquest municipi és a la part sud-occidental de l'estat d'Hidalgo. Limita al nord amb els municipis de Cempoala i Emiliano Zapata, al sud amb el municipi de Metepec, a l'est amb Estat de Mèxic, l'oest i a l'est amb Tepeapulco.